# Coua à tête rousse
Coua ruficeps
Espèce
Statut de conservation UICN

 LC  : Préoccupation mineure
Le Coua à tête rousse (Coua ruficeps) est une espèce d'oiseaux endémique du nord-ouest de Madagascar appartenant à la famille des Cuculidae.

## Sous-espèces
D'après le Congrès ornithologique international, cette espèce est constituée des deux sous-espèces suivantes :
- Coua ruficeps olivaceiceps (Sharpe, 1873) ;
- Coua ruficeps ruficeps (G.R. Gray, 1846).